# Port lotniczy Chipata
Port lotniczy Chipata (IATA: CIP, ICAO: FLCP) – międzynarodowy port lotniczy położony w Chipacie, w Zambii.

## Linie lotnicze i połączenia
| Linia Lotnicza   | Kierunek  |
| ---------------- | --------- |
| Proflight Zambia | 1. Lusaka |